# Wilfrid Shingleton
Wilfrid (ou Wilfred) Shingleton est un directeur artistique et un chef décorateur britannique né le 24 janvier 1914 à Brentford (alors capitale du Middlesex et désormais partie intégrante du Grand Londres) et mort en juin 1983 à Londres (Angleterre).

## Biographie
Wilfrid Shingleton commence à travailler dans le monde du cinéma dès l'âge de 18 ans en profitant du fait qu'il habitait alors près des studios Ealing, ce qui lui permet de travailler notamment avec Edward Carrick (en) et Clifford Pember (en). Lorsque Carrick quitte Ealing, Shingleton en devient le directeur artistique. Après la guerre, il rejoint Cineguild Productions (en), où il va travailler par exemple avec John Bryan.

## Filmographie

### Directeur artistique
- 1933 : The Fortunate Fool (en) de Norman Walker (en)
- 1937 : Keep Fit (en) de Anthony Kimmins
- 1938 : It's in the Air de Anthony Kimmins
- 1938 : Penny Paradise de Carol Reed
- 1938 : Comme sur des roulettes (en) (I See Ice) de Anthony Kimmins
- 1939 : Come on George! (en) de Anthony Kimmins
- 1939 : Young Man's Fancy (en) de Robert Stevenson
- 1939 : Cheer Boys Cheer (en) de Walter Forde
- 1939 : There Ain't No Justice de Pen Tennyson (en)
- 1939 : Les Quatre Justiciers (The Four Just Men) de Walter Summers
- 1939 : Trouble Brewing de Anthony Kimmins
- 1940 : Ils étaient trois marins (en) (Sailors Three) de Walter Forde
- 1940 : Un drôle de flic (en) (Spare a Copper)  de John Paddy Carstairs
- 1940 : Saloon Bar (en) de Walter Forde
- 1940 : Let George Do It! de Marcel Varnel
- 1940 : Convoi (en) de Pen Tennyson (en)
- 1940 : The Proud Valley (en) de Pen Tennyson (en)
- 1940 : Return to Yesterday (en) de Robert Stevenson
- 1941 : Ceux du porte-avions (en) (Ships with Wings) de Sergei Nolbandov (en)
- 1941 : Georges roi de la mode (Turned Out Nice Again) de Marcel Varnel
- 1941 : The Ghost of St. Michael's de Marcel Varnel
- 1946 : Les Grandes Espérances (Great Expectations) de David Lean
- 1947 : Je cherche le criminel (Take My Life) de Ronald Neame
- 1948 : Jusqu'à ce que mort s'ensuive (Blanche Fury) de Marc Allégret
- 1950 : À l'ombre de l'aigle (Shadow of the Eagle) de Sidney Salkow
- 1950 : Secret d'État (State Secret) de Sidney Gilliat
- 1951 : L'Odyssée de l'African Queen (The African Queen) de John Huston
- 1951 : Pleure, ô pays bien-aimé (Cry, the Beloved Country) de Zoltan Korda
- 1953 : Meet Mr. Lucifer de Anthony Pelissier
- 1953 : Plus fort que le diable (Beat the Devil) de John Huston
- 1953 : La Belle Espionne (Sea Devils) de Raoul Walsh
- 1954 : Cour martiale (Carrington V.C.) de Anthony Asquith
- 1954 : La Brute (en) (The Green Scarf) de  George More O'Ferrall
- 1954 : Chaussure à son pied (Hobson’s Choice) de David Lean
- 1955 : Les Quatre Plumes blanches (Storm over the Nile) de Terence Young et Zoltan Korda
- 1955 : Des pas dans le brouillard (Footsteps in the Fog) de Arthur Lubin
- 1955 : L'Enfant et la Licorne (A Kid for Two Farthings) de Carol Reed
- 1955 : Un mari presque fidèle (The Constant Husband) de Sidney Gilliat
- 1956 : Port Afrique de Rudolph Maté
- 1957 : Le Manoir du mystère (en) (Fortune Is a Woman de Sidney Gilliat
- 1959 : The Bridal Path de Frank Launder
- 1960 : The Pure Hell of St Trinian's de Frank Launder
- 1960 : Cone of Silence (en) de Charles Frend
- 1961 : Les Innocents (The Innocents) de Jack Clayton
- 1961 : The Queen's Guards de Michael Powell

### Chef décorateur
- 1948 : La Grande Révolte (Bonnie Prince Charlie) de Anthony Kimmins
- 1949 : Des saints et des pécheurs (en) (Saints and Sinners) de Leslie Arliss
- 1949 : The Last Days of Dolwyn (en) de Russell Lloyd et Emlyn Williams
- 1951 : La rivale dell'imperatrice de Jacopo Comin et Sidney Salkow
- 1952 : Who Goes There! (en) de Anthony Kimmins
- 1953 : La Belle Espionne (Sea Devils) de Raoul Walsh
- 1954 : La rousse mène l'enquête (Malaga) de Richard Sale
- 1956 : Une bombe pas comme les autres de Robert Day et Basil Dearden
- 1957 : Pour que les autres vivent (Seven Waves Away) de Richard Sale
- 1958 : Contre-espionnage à Gibraltar (I Was Monty’s Double) de John Guillermin
- 1958 : La Clé (The Key) de Carol Reed
- 1960 : Les Fanfares de la gloire (Tunes of Glory) de Ronald Neame
- 1962 : Le Verdict (Term of Trial) de Peter Glenville
- 1962 : Les Femmes du général (Waltz of the Toreadors) de John Guillermin
- 1963 : Les Heures brèves (Stolen Hours) de Daniel Petrie
- 1963 : L'Ombre du passé (I Could Go on Singing) de Ronald Neame
- 1963 : Le Défi de Tarzan (en) de Robert Day
- 1963-1964 : Espionage (7 épisodes)
- 1965 : Promise Her Anything de Arthur Hiller
- 1966 : Le Crépuscule des aigles (The Blue Max) de John Guillermin
- 1966 : Judith de Daniel Mann
- 1967 : Le Bal des vampires (The Fearless Vampire Killers) de Roman Polanski
- 1967 : Chapeau melon et bottes de cuir (6 épisodes)
- 1968 : Prudence et la pilule (Prudence and the Pill) de Fielder Cook et Ronald Neame
- 1968 : Les Filles du code secret (Sebastian) de David Greene
- 1969 : Le Club des libertins (The Best House in London) de Philip Saville
- 1969-1970 : Strange Report (11 épisodes)
- 1970 : Par un lien de boutons d'or (The Buttercup Chain) de Robert Ellis Miller
- 1970 : Goodbye Gemini de Alan Gibson
- 1971 : Macbeth de Roman Polanski
- 1971 : Un Roméo de banlieue (en) (Say Hello to Yesterday) de Alvin Rakoff
- 1972 : The Amazing Mr. Blunden de Lionel Jeffries
- 1972 : La Nuit qui ne finit pas (Endless Night) de Sidney Gilliat
- 1973 : Frankenstein: The True Story (téléfilm)
- 1976 : Le Voyage des damnés  (Voyage of the Damned) de Stuart Rosenberg
- 1978 : Les Misérables (téléfilm)
- 1978 : Holocauste (4 épisodes)
- 1979 : Une femme disparaît (The Lady Vanishes) de Anthony Page
- 1980 : Gauguin the Savage (téléfilm)
- 1981 : L'Arme à l'œil (Eye of the Needle) de Richard Marquand
- 1983 : Chaleur et Poussière (Heat and Dust) de James Ivory

## Distinctions

### Récompenses
- Oscars 1948 : meilleurs décors pour Les Grandes Espérances
- BAFTA 1967 : meilleurs décors pour Le Crépuscule des aigles

### Nominations
- BAFTA 1984 : meilleurs décors pour Chaleur et Poussière